# Atlascopcosaure
L'atlascopcosaure (Atlascopcosaurus, «llangardaix de l'Atlas Copco») és un gènere de dinosaure hipsilofodont. Va viure en el que actualment és Austràlia durant el Cretaci inferior (Aptià-Albià).
L'espècimen tipus, Atlascopcosaure loadsi, es va trobar a Dinosaur Cove a Victòria (Austràlia). Feia entre 2 i 3 metres de longitud i pesava uns 125 kg. El gènere es basa en un esquelet molt incomplet (l'holotip consisteix en una maxil·la i dents).

## Classificació
L'espècimen tipus, NMV P166409, es va trobar l'any 1984 al jaciment de Dinosaur Cove East a la costa de Victòria (Austràlia), en capes de la Formació Eumeralla que daten de principis del Cretaci, Aptià-Albià. L'holotip consisteix en una peça del maxil·lar superior, un maxil·lar parcial amb dents, i els exemplars referits inclouen dents, un altre maxil·lar i peces dentals. Encara que es desconeix la resta de l'esquelet, es pot inferir d'espècies estretament relacionades que el gènere representa un petit herbívor bípede. Per extrapolació s'ha estimat que tenia uns dos o tres metres de llarg i pesava aproximadament 125 kg.

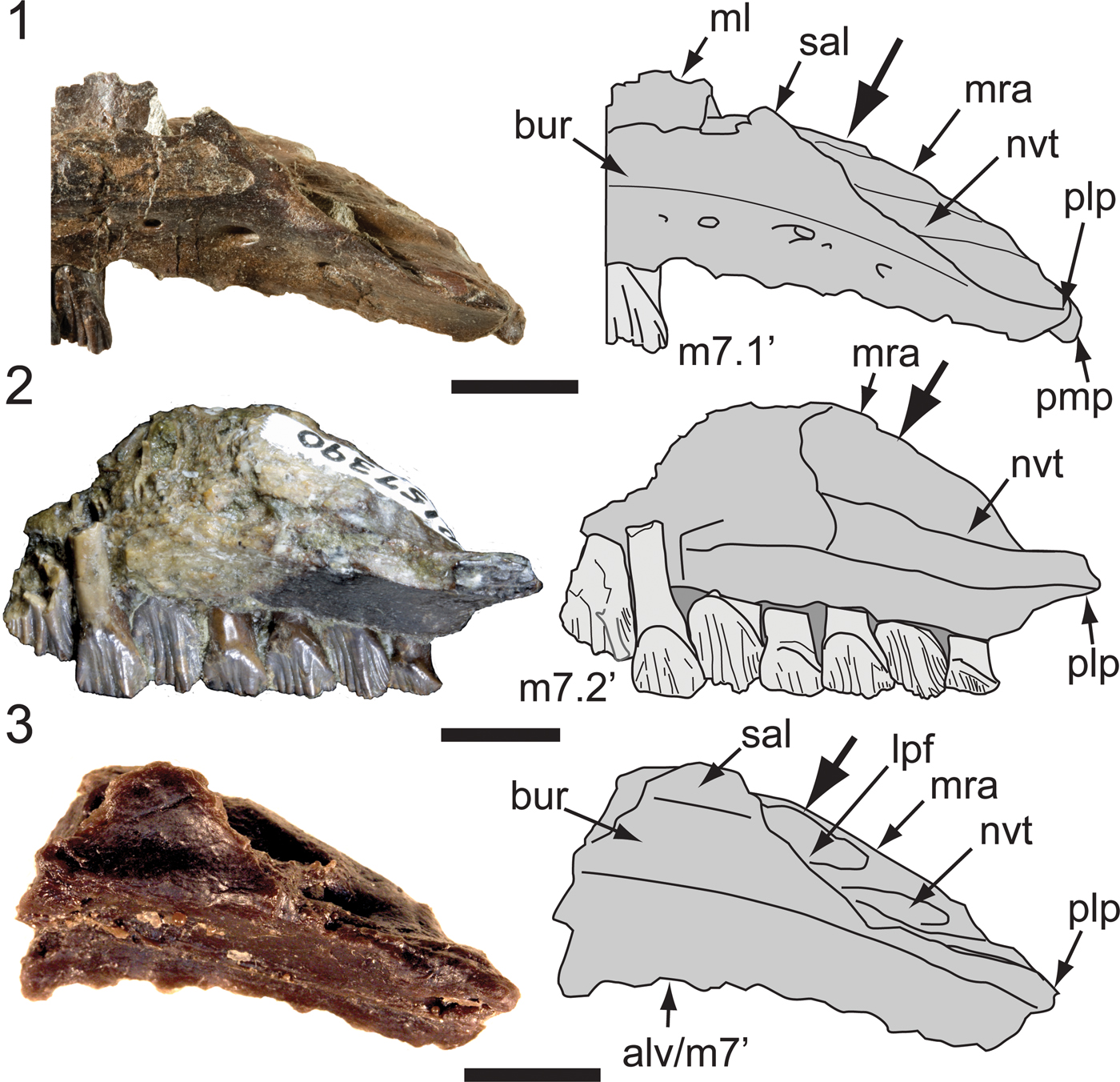
Maxil·lars d'Atlascopcosaurus (2 i 3) comparats amb els de Galleonosaurus (1)

L'espècie tipus, Atlascopcosaurus loadsi, va ser nomenada i descrita per Tom Rich i Patricia Vickers-Rich el 1989. El nom genèric es refereix a la companyia Atlas Copco que havia proporcionat l'equip per a l'excavació que va descobrir aquest dinosaure el 1984. El projecte va revelar 85 fòssils, fragments ossis de diverses espècies. Això va obrir la porta a més excavacions i, juntament amb altres empreses, Atlas Copco va ajudar durant deu anys a excavar uns seixanta metres de túnel en un penya-segat a la vora del mar. El nom específic, loadsi, fa honor a William Loads, el gerent estatal d'Atlas Copco en aquell moment, que va ajudar durant l'excavació.
Tot i ser assignat a Hypsilophodontidae pels seus descriptors, la classificació original d'Atlascoposaurus es va considerar insostenible atès que Hypsilophodontidae s'ha recuperat com a parafilètic en estudis cladístics posteriors i Atlascopcosaurus va ser tabulat com a membre basal d'Ornithopoda a la segona edició de Dinosauria. Com que les dents no són específiques de l'espècie i el fragment maxil·lar és poc informatiu, [Agnolin et al. 2010] el van tractar com un nomen dubium, tot i que van notar similituds amb els elasmaris Anabisetia i Gasparinisaura de la Patagònia. Tanmateix, [Boyd 2015] va considerar el gènere vàlid i el va recuperar a la base d'Iguanodontia en un clade amb Anabisetia, Gasparinisaura i Qantassaurus.